# Hereford
Hereford je samostatná obec se statusem města, nacházející se v anglickém regionu West Midlands, poblíž hranice s Walesem na řece Wye. Je hlavním městem hrabství Herefordshire a s počtem obyvatel 50 154 (podle výsledků sčítání obyvatel z roku 2001) je nejlidnatějším sídlem tohoto hrabství.

## Historie

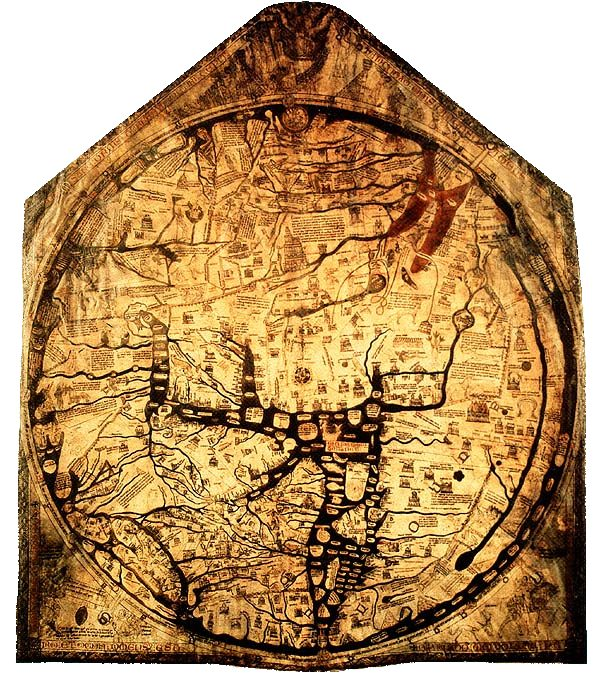
Mappa Mundi (latinské jméno znamenající mapa světa)

Jméno Hereford pochází z anglosaského here – znamenajícího armádu nebo vojenský útvar a ford – pocházejícího z římského označení používaného i Sasy pro místo, kde vojenský konvoj může překročit řeku.
Hereford byl založen okolo roku 700 a stal se hlavním městem saské západní Mercie. Herefordská katedrála pochází z roku 1079 a v jejich sbírkách se nachází i Mappa Mundi, středověká mapa světa pocházející z 13. století. Je známá i pro svou chained library, tedy knihovnu, kde jsou knihy k čtecímu pultu nebo skříni připevněny řetězem, aby nemohly být odcizeny. Herefordskými biskupy byli mimo jiné i Thomas Cantilupe a lord strážce pokladu Thomas Charlton.
Král Richard udělil roku 1189 Herefordu, tehdy označovanému jako Hereford ve Walesu, status města. Jednalo se o první udělení statusu ve Velké Británii.
Ve městě stál svého času Herefordský hrad, který velikostí soupeřil s hradem ve Windsoru a byl hlavním bodem obrany proti útokům z Walesu a bezpečným útočištěm pro anglické krále, například pro Jindřicha IV. Hrad byl zbořen na počátku 18. století.
V období Anglické občanské války byl Hereford postupně ovládnut různými stranami tohoto konfliktu. 30. září 1642 dobyli město parlamentaristé vedení sirem Robertem Harleyem a Henrym Greyem. V prosinci téhož roku se stáhli do Gloucesteru, protože se v blízkosti města objevila vojska royalistů vedená lordem Herbertem. Město bylo později mezi 23. dubnem až 18. květnem 1643 okupováno parlamentaristy vedenými sirem Williamem Wallerem. 31. července téhož roku obléhala Hereford skotská armáda čítající asi 14 000 vojáků, ale střetla se s úporným odporem. Skotové se stáhli poté, co obdrželi informaci, že se na pomoc městu blíží vojsko vedené králem Karlem. Město bylo nakonec 18. prosince ovládnuto parlamentaristy.
V Herefordu se nachází jeden z nejstarších nepřetržitě obývaných domů ve Velké Británii, biskupský palác postavený roku 1204, který je používán do současnosti.

## Ekonomika a průmysl
V současné době[kdy?] je Hereford především obchodním centrem pro rozsáhlou zemědělskou oblast v jeho okolí. Hlavními produkty jsou mošt, pivo, kožené výrobky, drůbež, hovězí dobytek – včetně Herefordského plemena – a výrobky z niklu. Ve městě dlouhou dobu sídlily speciální letecké služby (SAS), než byly na konci 90. let dvacátého století přestěhovány do Credenhillu.
Hlavní průmyslové společnosti:
- Bulmers – výrobce moštů a alkoholických nápojů
- Special Metals Wiggin Ltd – producent výrobků z niklu
- Sun Valley Foods – producent a dodavatel potravinářských produktů
- Painter Brothers – dodavatel galvanizovaných kovových věží

## Správa

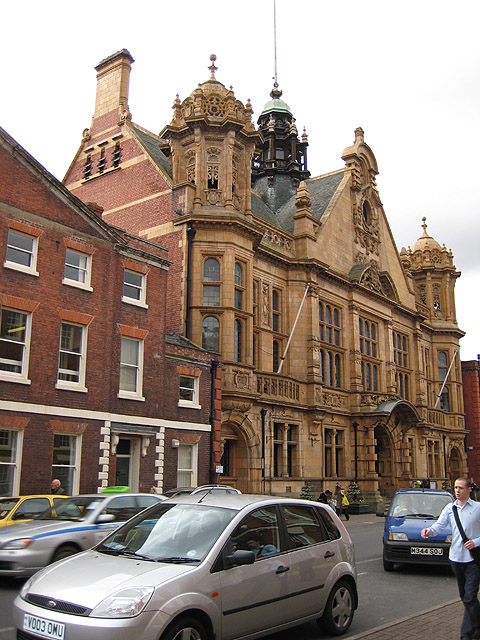
Radnice (otevřena v roce 1904)

Hlavním orgánem správy je Rada hrabství Herefordshire. V Herefordu působila i městská rada, ale v současnosti je to rada samostatné obce, která má status města, a tato rada má omezené pravomoci.
V minulosti byl Hereford hlavním městem hrabství Herefordshire. Roku 1974 bylo toto hrabství sloučeno s hrabstvím Worcestershire do hrabství Herefod a Worcester a Hereford se stal samostatným distriktem nově ustanoveného hrabství. Od 1. dubna 1998 bylo toto spojení zrušeno a hrabství Herefordshire a Worcestershire byly obnoveny. Herefordshire se stal samosprávnou správní jednotkou (unitary authority) bez rozdělení na distrikty a Hereford tak ztratil status distriktu.
Hereford je jedním ze sedmi samostatných obcí v Anglii, které mají status města.

## Kultura
Každoroční Three Choirs Festival, jehož tradice sahá do 18. století a který je jedním z nejstarších hudebních festivalů v Evropě, se koná v Herefordu každý třetí rok, dalšími pořadatelskými městy jsou Gloucester a Worcester. Hlavním kulturním centrem města je Courtyard Centre for the Arts, které bylo otevřeno roku 1998 a nahradilo původní New Hereford Theatre.

## Školství
V Herefordshire se nachází mnoho fakult, z toho pět přímo v Herefordu
- Herefordshire College of Art – umělecká škola financována z veřejného rozpočtu
- Hereford College of Technology – technologická fakulta
- Hereford Sixth Form College – fakulta poskytující šestisemestrální studium
- The Royal National College For The Blind – jedna z nejkvalitnějších škol pro studenty se zrakovým postižením v Evropě a jedna ze dvou škol tohoto typu ve Velké Británii
- Holme Lacy College – škola poskytující agronomické vzdělání

První tři jsou označovány jako Folly Lane colleges a na konci roku obdržely velkou finanční podporu pro vybudování nového studentského centra, tak aby byla zajištěna dlouhodobá perspektiva vysokoškolského studia v hrabství, v němž nesídlí žádná univerzita. Z důvodu dosažitelnosti univerzit v Worcesteru a Gloucestershire a pro malý počet obyvatel města a hrabství není v současnosti plánováno zřízení univerzity v rámci Herefordshire.

## Sport
V Herefordu dříve sídlil ligový fotbalový klub Hereford United, jehož největším úspěchem bylo vítězství nad Newcastlem United v Anglickém fotbalovém poháru. Po jeho zániku v roce 2014 byl klubovými příznivci založen nový klub Hereford FC, který začal hrát na poloprofesionální úrovni. Ve městě také existují ragbyové a kriketové kluby, ale jejich věhlas je menší.
Zajímavostí je městská kuželkářská liga, založená 24. října 1902. V současnosti je rozdělená do pěti divizí.
Na břehu řeky Wye má své sídlo Herefordský veslařský klub, který se může pochlubit silným juniorským družstvem.

## Zajímavosti
- Pochází odtud zpěvačka Ellie Goulding